# إد تشيري
إد تشيري (بالإنجليزية: Ed Cherry)‏ هو عازف جاز أمريكي، ولد في 12 أكتوبر 1954 في نيو هيفن في الولايات المتحدة.

## وصلات خارجية
- إد تشيري على موقع ميوزك برينز (الإنجليزية)
- إد تشيري على موقع أول ميوزيك (الإنجليزية)
- إد تشيري على موقع ديسكوغز (الإنجليزية)